# Witold Giełżyński

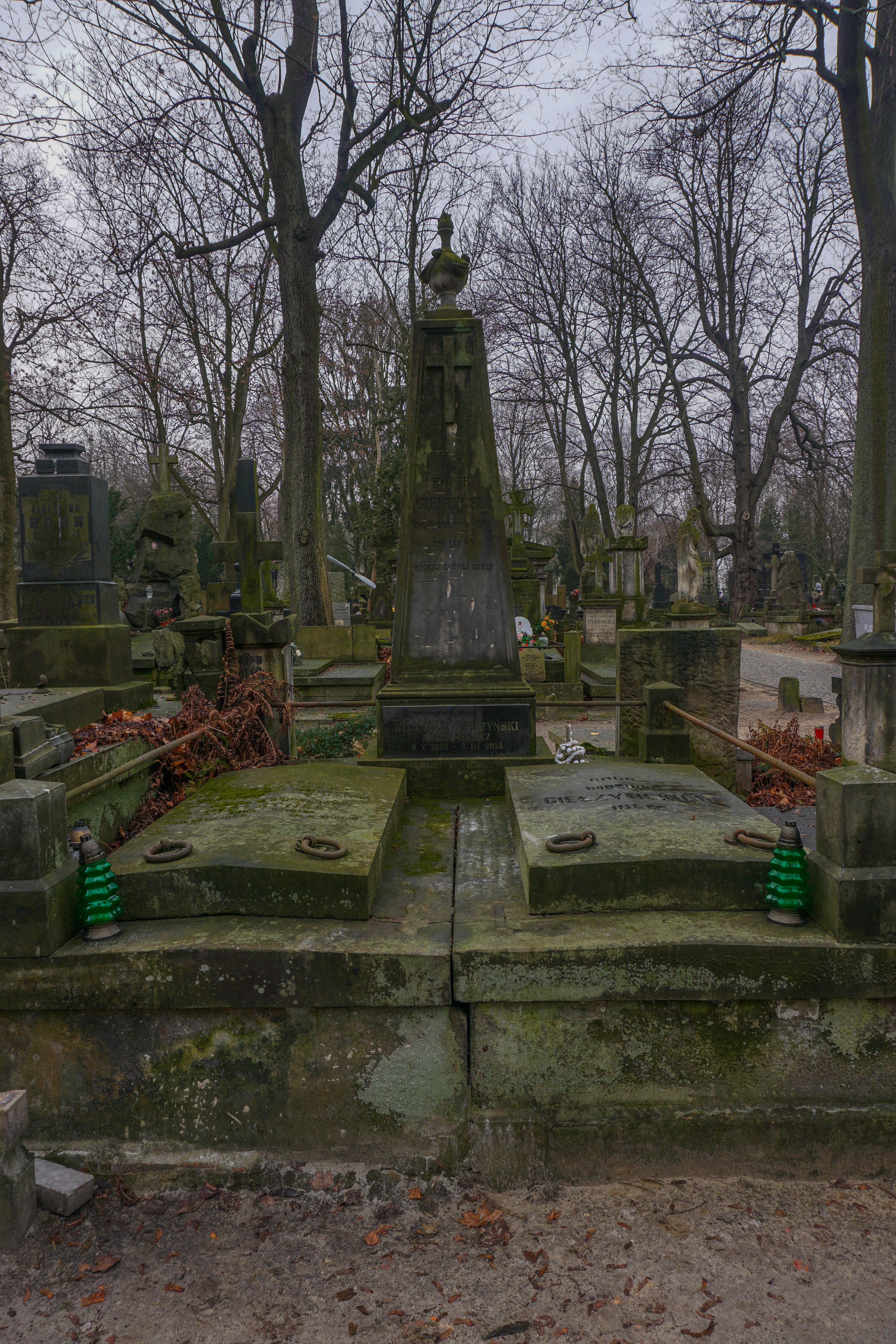
Grób Witolda Giełżyńskiego na cmentarzu Powązkowskim w Warszawie

Witold Giełżyński (ur. 9 czerwca 1886 w Krasnymstawie, zm. 31 grudnia 1966 w Warszawie) – dziennikarz, publicysta polski, wolnomularz. Był wiceprezesem Syndykatu Dziennikarzy Warszawskich.

## Życiorys
Uczęszczał do Gimnazjum Męskiego w Lublinie, gdzie działał w Związku Młodzieży Socjalistycznej. Za udział w strajkach szkolnych relegowany z gimnazjum, w rezultacie szkołę średnią ukończył w 1906 w Warszawie. W 1908 wydalony przez władze rosyjskie z granic Królestwa Polskiego wyjechał do Paryża.
Jako dziennikarz debiutował w 1907 w czasopiśmie „Wiedza”. Od 1914 pisał w miesięczniku „Myśl Polska”, redagował (1914–1915) „Nowy Kurier Łódzki”, od 1920 pisał w „Kurierze Polskim”, w latach 20. i 30. w „Epoce”, „Ekspresie porannym”, „Świecie” i „Kurierze Czerwonym” i innych czasopismach. Był założycielem Ligi Obrony Praw Człowieka i Obywatela (1921). Jako wiceprezes Związku Dziennikarzy RP wykładał przedmioty w Wyższej Szkole Dziennikarskiej w Warszawie i był członkiem zwyczajnym Towarzystwa WSD.
Podczas wojny redagował „Wiadomości Polskie” (organ AK), pisał też w „Biuletynie Informacyjnym” i „Rzeczypospolitej Polskiej”. Po wojnie publicysta „Kuriera codziennego” (do 1947 równocześnie redaktor naczelny „Gazety Ludowej”). Pracę w zawodzie dziennikarskim zakończył w 1948. Autor opracowania przeglądowego (wydanego w 1962) pt. Prasa Warszawska 1661–1914.
Ojciec dziennikarza Wojciecha Giełżyńskiego.
Został pochowany na cmentarzu Powązkowskim w Warszawie (kwatera 36-5-3,4).

## Odznaczenia
- Złoty Krzyż Zasługi (11 listopada 1937)[7]
- Złota Odznaka honorowa „Za Zasługi dla Warszawy” (17 stycznia 1963)[8]